# 飯島正一
飯島 正一（いいじま まさかず、1888年〈明治21年〉10月14日 - 1951年〈昭和26年〉2月10日）は、大正から昭和にかけて活動した日本の銀行経営者。六十三銀行支配人を振り出しに同社の後身八十二銀行で頭取まで昇った。父は六十三銀行第2代頭取で衆議院議員も務めた飯島正治。

## 経歴

### 六十三銀行時代
飯島正一は、1888年（明治21年）10月14日、長野県更級郡中津村（現・長野市）に飯島正治の長男として生まれた。飯島家は村の素封家で、父・正治は衆議院議員や長野市に本店を置く県下の有力銀行六十三銀行で頭取（在任期間：1898 - 1921年）を務めた人物である。
1911年（明治44年）に早稲田大学商科を卒業。1917年（大正6年）12月、郷里中津村の村長（第6代）に選ばれた。1920年（大正9年）、父が頭取を務める六十三銀行に入り支配人に就任。1921年（大正10年）7月、父の頭取引退（翌年死去）とともに新頭取小林暢の下で常務取締役となった。さらに同年10月信濃電気の取締役にも就任した。同社は長野県北信・東信地方に供給する電力会社（社長は越寿三郎）で、父・正治も取締役を務めていた。
六十三銀行や信濃電気以外の会社役員にも就任した。まず1923年（大正12年）1月、長野新聞の取締役に就任する。同社は父・正治が一時社長を務めていた新聞社であり、飯島はその後1932年（昭和7年）1月まで取締役に在任している。1924年（大正13年）12月には梓川電力の設立とともに監査役となった。梓川電力は信濃電気と長野電灯の共同出資による発電会社である。同社では1928年（昭和3年）11月の役員改選時に取締役に転じた。さらに信濃電気傘下の窒素肥料メーカー信越窒素肥料（現・信越化学工業）では1926年（大正15年）9月の会社設立とともに監査役となり、1933年（昭和8年）3月まで在任した。

### 八十二銀行時代
世界恐慌が長野県の主力産業である蚕糸業に直撃し、信濃銀行（本店上田市）が破綻するなど県下の経済界が動揺する中、経営の安定化を図るため六十三銀行は第十九銀行（本店上田市）との合併を選択し、1931年（昭和6年）8月1日、新設合併によって八十二銀行を設立した。新銀行の頭取には小林暢、副頭取には第十九銀行側から黒沢利重が選ばれ、飯島は木内栄司（第十九銀行常務）とともに新銀行でも常務取締役に就任。設立当初は文書事務・株式事務・不動産管理その他を所管する庶務部長に就いた。続いて1935年（昭和10年）1月7日、小林暢の急死に伴う異動で黒沢が後任頭取となったため常務から副頭取に昇格した。
1937年（昭和12年）3月、信濃電気が長野電灯と合併し長野電気が発足する（社長小坂順造）。飯島は長野電気でも取締役に選ばれ、1942年（昭和17年）5月に同社が解散するまで在任している。八十二銀行では1939年（昭和14年）2月に頭取の黒沢が死去した際、他の役員から後任頭取になるよう推薦されたが、飯島は日中戦争下という時局を鑑み中央財界と広く接触のある人物を頭取にすべきと頭取昇格を固辞した。役員会で後任人事を一任された飯島は自ら上京して片倉財閥の片倉兼太郎と貴族院議員小坂順造に掛け合い、片倉を頭取、小坂を顧問に迎えた。
太平洋戦争下の1943年（昭和18年）11月、金融界への貢献により緑綬褒章を受章。1944年（昭和19年）10月25日、会長制導入に伴い片倉兼太郎が八十二銀行会長に就任したため、飯島は副頭取から第4代頭取に昇格した。終戦後も引き続き片倉とともに銀行経営にあたるが、片倉は1947年（昭和22年）1月に死去（後任会長は置かれず）。その4年後の1951年（昭和26年）2月10日、飯島は狭心症のため長野市妻科の自宅にて急死した。享年63。八十二銀行の後任頭取には常務の小出隆が昇格した。

## 家族
- 父・飯島正治 ： 衆議院議員、六十三銀行第2代頭取
- 妻・飯島かう ： 上條信の妹[4]
- 姪・小出（小田切）はな：小出隆（小出八郎右衛門の息子、八十二銀行頭取）の妻
- 甥・小田切新太郎：信越化学工業社長[23]
- 姪・小出（小田切）淳子：小出弘（小出八郎右衛門の息子、昭和倉庫社長）の妻